# Kaiserdeputation

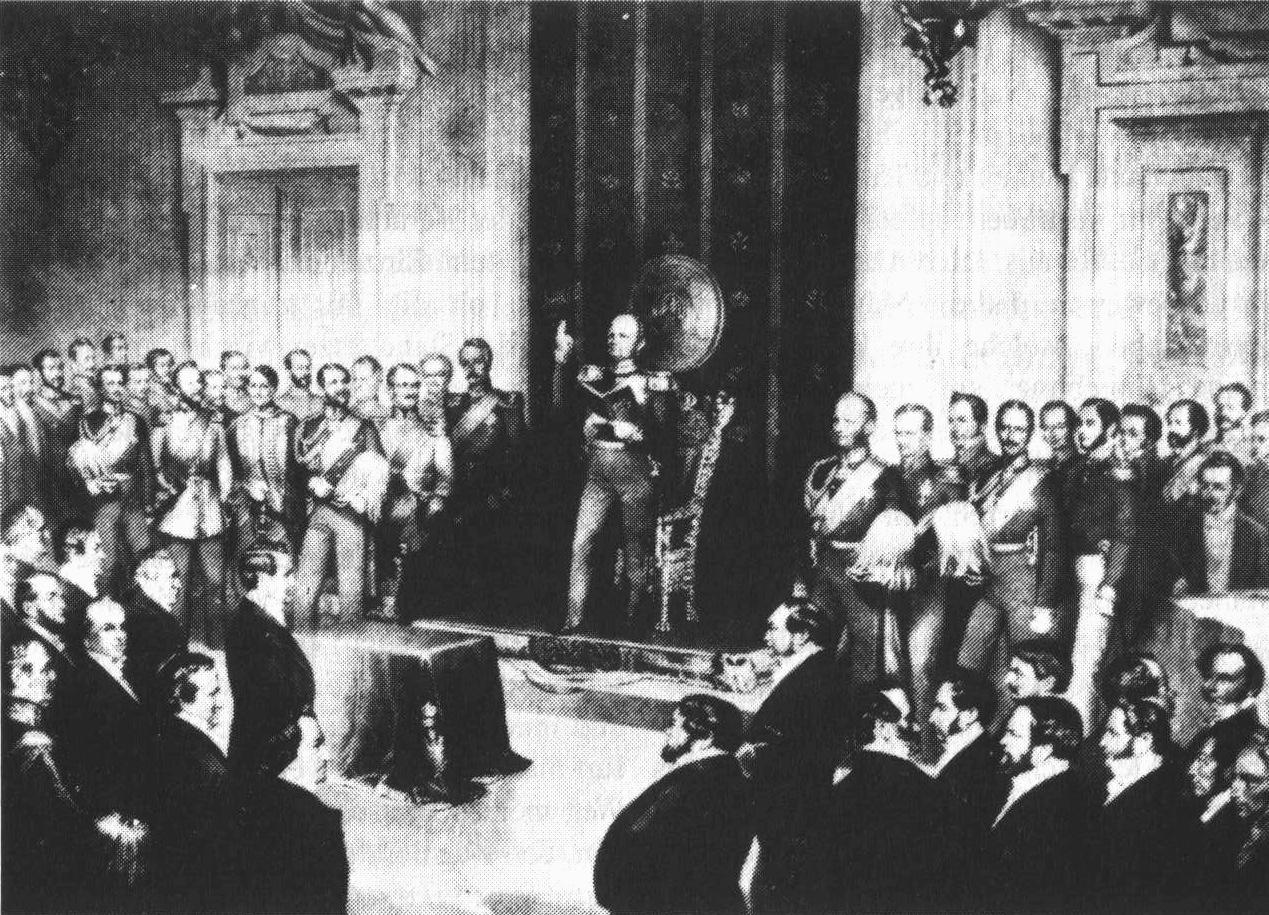
Représentation sur bois de la Kaiserdeputation.

La Kaiserdeputation (approximativement « députation de l'empereur ») était un groupe de 32 députés du Parlement de Francfort choisi le 30 mars 1849 pour aller proposer la couronne impériale allemande au roi de Prusse de l'époque Frédéric-Guillaume IV afin de réaliser la solution petite-allemande.
La proposition, qui eut lieu le 3 avril 1849, fut refusée par le monarque. Cela entraîna la fin des derniers espoirs des libéraux modérés d'unifier l'Allemagne sous le régime de la monarchie constitutionnelle et, en conséquence, une radicalisation de la révolution de Mars.

## Contexte historique

### Établissement du Reich allemand
Dans le cadre du Printemps des peuples (1848), la révolution de Mars conduisit rapidement les différents États allemands à devoir réaliser quelques concessions, dont la constitution d'un pré-parlement qui siégea à Francfort-sur-le-Main du 31 mars au 3 avril 1848. Ainsi, en collaboration avec le Bundestag de la Confédération germanique, sa principale fonction était de préparer à la création d'une assemblée nationale et de déterminer les modalités de son élection. 
Ainsi, le Parlement de Francfort siégea pour la première fois le 18 mai.  Dès le lendemain, lors son discours inaugural, le président du Parlement Heinrich von Gagern définit la rédaction d'une « constitution pour l'Allemagne » et l'unité allemande comme les deux principales tâches de cette assemblée nationale. Dès lors commencèrent de longs débats et de longues tractations sur la nature du nouvel État, son système politique et sa constitution.
Le 28 juin, le Parlement adopta une loi instaurant un Pouvoir central provisoire, un gouvernement fédéral provisoire, et la fonction de régent du Reich en attendant la désignation d'un chef d’État allemand. Le lendemain, l'archiduc Jean-Baptiste d'Autriche fut élu à ce poste.  

### Sélection de la solution petite-allemande
Deux propositions concurrentes étaient rapidement entrées en compétition en vue de réaliser l'unité allemande : une solution grande-allemande, centrée sur l'Autriche, et une solution petite-allemande, centrée sur la Prusse sans l'Autriche. D'abord privilégiée, la solution grande-allemande s'avéra impossible à mettre en œuvre à la suite de la réaffirmation de l'indivisibilité de l'Empire autrichien. Dès lors, l'idée d'une Petite-Allemagne commença à se répandre, incitant le Pouvoir central provisoire à chercher à se rapprocher de la Prusse.   
Ainsi, en novembre 1848, deux membres de la fraction Casino (groupe parlementaire de centre-droit libéral, groupe le plus important au Parlement de Francfort), à savoir le président du Parlement Heinrich von Gagern et le sous-secrétaire d'État attaché au ministère de l'Intérieur du Pouvoir central provisoire Friedrich Daniel Bassermann, prirent alors une part très active dans ces négociations politiques avec les autorités prussiennes concernant le projet d'élection impériale. Ils argumentèrent que la monarchie ne pouvait survivre que si elle faisait cause commune avec les libéraux modérés et acceptait le principe d'une monarchie constitutionnelle,.  
Par conséquent, le 17 décembre, le ministre-président du Reich à Anton von Schmerling, Autrichien et partisan de la solution grande-allemande, démissionna et fut alors remplacé par Gagern, entérinant la sélection de la solution petite-allemande par les institutions fédérales. 

### Volontés absolutistes de Frédéric-Guillaume IV de Prusse
Ayant déjà vécu comme une défaite le fait d'avoir dû, après les émeutes à Berlin du 18 mars 1848, accepter une constitution et la formation d'une assemblée nationale limitant toutes deux son pouvoir, le roi Frédéric-Guillaume IV de Prusse ne souhaitait qu'une seule chose : la restauration de son pouvoir absolu de droit divin.
Ainsi, en décembre 1848, en pleine répression contre-révolutionnaire, il dissolut l'Assemblée nationale prussienne et fit débuter des travaux de révision de la Constitution prussienne en vue de limiter les progrès démocratiques initiés par la révolution de Mars. C'est dans ce contexte que fut mis sur pied le conseil privé du Roi composé des deux frères ultra-conservateurs Leopold et Ernst Ludwig von Gerlach (alors proches du futur chancelier Otto von Bismarck), qui voyaient dans la Constitution de Francfort - alors en cours d'élaboration - avant tout une révolution, une usurpation et la déchéance du royaume de Prusse.
Parallèlement, Frédéric-Guillaume IV soutint ouvertement les membres de la fraction Café Milani (groupe parlementaire de la droite conservatrice, protestante et majoritairement prussienne),. Pouvant s'appuyer sur la puissance militaire prussienne, ceux-ci désavouaient sans compromis les libéraux modérés, y compris ceux de la fraction Casino.
Dans ce contexte, à la fois romantique et versatile, au-delà des implications politiques qu'auraient eu l'unification, le roi n'était en aucun cas prêt à renoncer à son pouvoir de droit divin. Pour lui, une couronne impériale provenant d'un parlement démocratique n'avait aucune valeur et était incomparable avec le titre d'empereur du Saint-Empire romain germanique.
Le 23 décembre, déjà, il écrivit à Joseph von Radowitz : 
« Chaque noble allemand, possédant une croix ou un trait dans ses armoiries, est au moins cent fois trop bon, pour accepter un diadème de crasse et d'argile issue de la révolution, forgé par l'infidélité et la haute trahison.
L'ancienne, légitime, couronne de la nation allemande dormante depuis 1806, le diadème de droit divin, qui fait de son porteur la plus haute autorité d'Allemagne à qui on doit obéissance, on ne peut l'accepter
que lorsque l'on s'en sent la force d'en assumer les devoirs. Elle ne peut être cependant attribuée par aucun autre que par l'empereur François-Joseph, moi et nos semblables. Gare à celui qui l'accepterait d'autres mains,,. »
Cependant, les deux chambres du Parlement prussien (à l'exception notable des membres des radicaux-démocrates), la majorité des ministres, des officiers et des membres de la Cour se montrèrent en faveur de l'acceptation de la couronne impériale sous condition d'un accord avec les autres souverains allemands, d'un droit de véto absolu pour l'empereur (contrairement au droit de véto suspensif comme le prévoira la Constitution de Francfort) et d'une révision du droit électoral. Ainsi, sous la pression de son gouvernement, le roi Frédéric-Guillaume IV déclara le 23 janvier 1849 que la Prusse acceptait l'idée d'un empire héréditaire, sans officiellement se prononcer sur sa potentielle élection impériale.

## Constitution de Francfort et élection impériale de Frédéric-Guillaume IV de Prusse
Entérinant le choix en faveur de la solution petite-allemande et d'une monarchie constitutionnelle, la Constitution fut votée et approuvée le 28 mars 1849 à une courte majorité (267 voix contre 263). Formée à l'occasion des débats autour du caractère héréditaire de la couronne impériale (adopté la veille afin de favoriser le rapprochement avec le roi de Prusse), la coalition parlementaire, dite « Weidenbusch », s'était constituée autour de la fraction Casino, avec le soutien des fractions Landsberg et Augsburger Hof (centre-droit libéral) ainsi qu'une partie de la fraction Westendhall (centre-gauche démocratique, mené par Heinrich Simon),.
Parallèlement, le roi Frédéric-Guillaume IV de Prusse fut officiellement élu empereur le 28 mars 1849 par 290 voix contre 248, l'opposition étant alors constituée des députés de l'empire d'Autriche, des États du Sud de l'Allemagne et des radicaux-démocrates (favorables à la solution grande-allemande),. 
Néanmoins, cette situation cachait une réalité bien différente : la majorité des députés appréciaient assez peu le monarque prussien qui, derrière ses discours en faveur de l'unité allemande, émettait d'importantes critiques vis-à-vis du travail réalisé par le Parlement de Francfort.

En outre, le fait que la légitimité de l'empereur ne découlerait plus de Dieu mais d'un parlement revêtait une portée symbolique importante, n'augurant rien de bon concernant l'acceptation de la couronne impériale par le roi Frédéric-Guillaume IV, favorable à une conception absolutiste et  divine de la monarchie. 

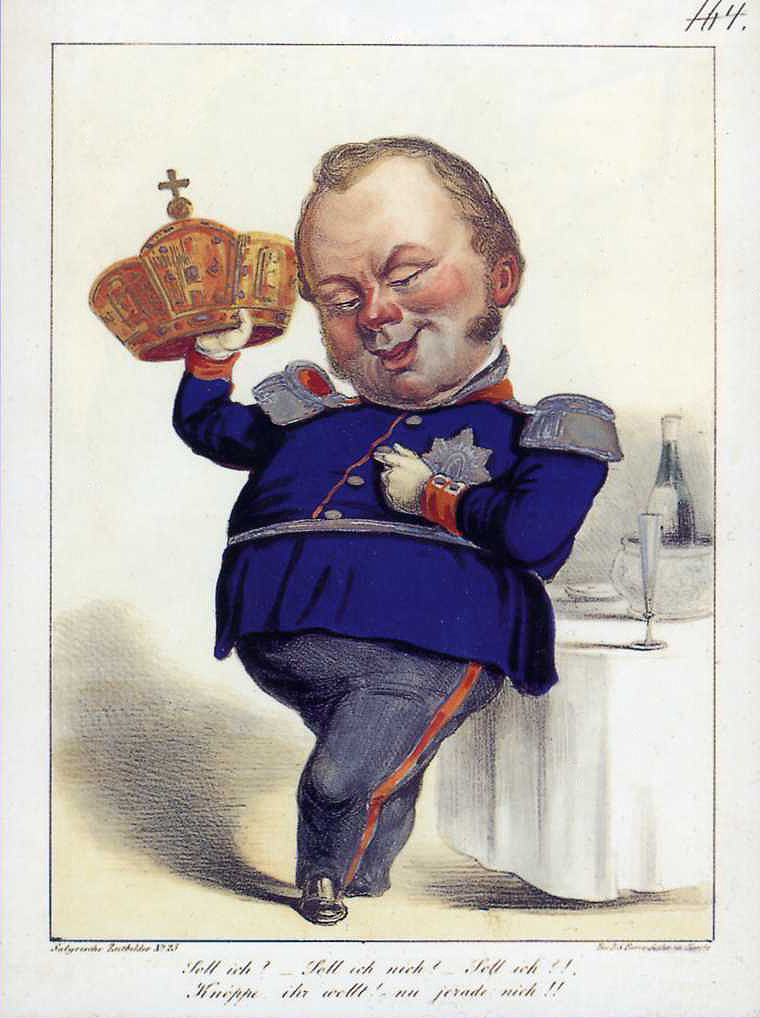
Caricature du refus de la couronne impériale par Frédéric-Guillaume IV, dessin d'Isidor Popper.

## Réception de laKaiserdeputation
La Kaiserdeputation fut envoyée le 30 mars 1849 afin de proposer officiellement la couronne impériale au roi Frédéric-Guillaume IV de Prusse. Informé bien avant leur arrivée par télégraphe, ce dernier reçut la Kaiserdeputation à Berlin le 3 avril. 

### Membres de la Kaiserdeputation
La Kaiserdeputation était alors composée des membres suivants : Eduard von Simson (président), Ernst Moritz Arndt, Marquard Adolph Barth (de), Friedrich Daniel Bassermann, Johann Friedrich Christoph Bauer (de), Hermann von Beckerath, Georg Beseler, Karl Biedermann, Moriz Adolph Briegleb (de), Adolph Cnyrim (de), Friedrich Christoph Dahlmann, Albert August Wilhelm Deetz (de), Gottlob Friedrich Federer (de), Gottlieb Wilhelm Freudentheil (de), Heinrich von Gagern, Wilhelm Friedrich Christian Gustav Krafft (de), Wilhelm Loewe, Ernst Merck (de), Friedrich von Raumer, Theodor Reh, Gabriel Riesser, Maximilian Heinrich Rüder, Gustav von Rümelin (de), Adolph Gottlieb Ferdinand Schoder (de), Alexander von Soiron, Gustav Adolf Harald Stenzel (de), Friedrich Karl Gustav Stieber (de), Heinrich Albert Zachariä (de) et Friedrich Joseph Zell (de).

### Refus de la couronne impériale
A cette occasion, il exprima une première fois son refus au motif qu'il ne pouvait l'accepter « sans l'approbation libre des (autres) têtes couronnées, des princes et des villes-libres d'Allemagne ». 

### Raisons officieuses du refus du roi de Prusse

#### Raisons idéologiques
Néanmoins, peu après, Frédéric-Guillaume IV écrivit au roi Ernest-Auguste Ier de Hanovre qu'il ne put pas donner ses véritables raisons devant la députation, avant de continuer en comparant la couronne proposée par le Parlement à « une laisse pour chien qui lierait son porteur à la révolution de Mars ». En outre, il écrivit également à son ambassadeur à Londres Christian Karl Josias Freiherr von Bunsen que, contre la démocratie, seuls les soldats étaient d'une quelconque aide. Il continua :
« Je ne veux pas d'un accord des princes à propos ni du vote, ni de la couronne. Comprenez vous les mots soulignés ? J'ai essayé de faire en sorte que vous y portiez aussi peu d'attention que possible.
La couronne n'est tout d'abord pas une couronne. La couronne qu'un Hohenzollern devrait prendre, si la situation rendait cela possible, ne devrait pas provenir de la semence révolutionnaire, même avec l'accord des princes (*dans le genre de la couronne des pavés de Louis-Philippe*), mais une qui porterait le sceau de Dieu, donnée après la sainte onction, qui rend de droit divin, de la même manière que les 34 princes ont été faits rois des Allemands dans la lignée des anciens. 
La couronne que les Ottoniens, les Hohenstaufen, les Habsbourg ont porté, un Hohenzollern peut naturellement la porter ;
Elle l'honore avec outrance de ses mille ans d'éclats. Celle, mal honorée montrant avec outrance son odeur de la révolution de 1848, les plus bêtes, les plus idiots, les plus mauvais, peut-être même, Dieu seul le sait, les plus méchants du siècle.
Un roi légitime, de droit divin comme le roi de Prusse, bénit, n'ayant certes pas la plus vieille, mais la plus noble des couronnes, qui n'a jamais volé personne, devrait accepter un tel jonc imaginaire, fait de crasse et d'argile,? »

#### Raisons diplomatiques
Outre « l'approbation libre des (autres) têtes couronnées, des princes et des villes-libres d'Allemagne » par rapport à l'élection impériale de Frédéric-Guillaume IV de Prusse, ce fut surtout le risque de guerre civile qui décida de la décision royale. Souhaitant réaliser pacifiquement l'unité allemande, le monarque prussien n'avait aucun intérêt à provoquer ouvertement l'Autriche (qui se renforçait à la suite de la répression de l'insurrection viennoise d'octobre 1848 et sa victoire lors de la Première Guerre d'indépendance italienne) ou même la Russie (qui soutenait le statu quo instauré par le Congrès de Vienne en 1815).   

## Conséquences de laKaiserdeputation

### Retrait de l'empire d'Autriche
Dès le 5 avril 1849, entérinant la victoire de la solution petite-allemande, l'empire d'Autriche rappela l'ensemble de ses députés du Parlement de Francfort et cessa toute participation aux institutions impériales.

### Éclatement d'une guerre civile et dissolution des institutions impériales
Le 28 avril 1849, la décision prussienne de refuser la couronne impériale est officialisée devant le Parlement de Francfort par la bouche du plénipotentiaire de Prusse auprès du Parlement Ludolf Camphausen. Outre la nécessité de l'accord des souverains allemands pour faire du roi de Prusse l'empereur d'Allemagne, Frédéric-Guillaume IV de Prusse réclamait également des changements précis dans la Constitution (notamment concernant le droit de veto), ce qui était à l'évidence au-delà des capacités de compromis du Parlement, déjà fortement divisé entre les libéraux modérés (désormais discrédités par l'échec de la Kaiserdeputation) et les radicaux-démocrates. Ainsi, le 4 mai, le Parlement vota le rejet de la proposition prussienne et le déclenchement d'un soulèvement général en Allemagne à une courte majorité de 190 contre 188 voix,. Devant l'échec manifeste des travaux du Parlement, le ministre-président du Reich Heinrich von Gagern démissionna le jour même tandis que les députés conservateurs et libéraux modérés se retirèrent du Parlement dans les jours suivants. Seuls les députés radicaux-démocrates continuèrent à siéger, marquant un tournant révolutionnaire net du Parlement. 
En réaction à la généralisation de l'insurrection révolutionnaire (entamée dès le 22 avril), le Pouvoir central provisoire (en rupture complète avec le Parlement) ordonna le 5 mai aux troupes fédérales d'entamer les opérations de répression contre-révolutionnaire avec le soutien massif des forces armées prussiennes. Dès ce moment, le Parlement entama un inexorable affaiblissement. Le 31 mai, progressivement repoussé sur tous les fronts, les insurgés révolutionnaires déménagèrent le Parlement de Francfort vers Stuttgart, ce qui fut considéré par le Pouvoir central provisoire comme une dissolution. Finalement, le désormais parlement-croupion allemand fut à son tour dissous par des soldats du Wurtemberg le 18 juin tandis que la guerre civile, dernier épisode de la révolution de Mars, s'acheva le 23 juillet, par la prise de la forteresse de Rastatt par les forces fédérales et prussiennes,.
Pour terminer, les dernières institutions impériales disparurent le 20 décembre lors de la démission du régent impérial Jean-Baptiste d'Autriche, qui transféra les compétences du Pouvoir central provisoire à une Commission centrale fédérale (de), contrôlée par l'Autriche et la Prusse.

## Épilogue
Finalement, après une ultime tentative (union d'Erfurt,1849-1850), le roi Frédéric-Guillaume IV de Prusse ne porta jamais la couronne impériale. En 1851, sur l'initiative de l'Autriche, la Confédération germanique fut restaurée dans sa forme antérieure. 
Il faudra attendre les actions diplomatiques et militaires menées dans les années 1860 par son frère et successeur, le roi Guillaume Ier et, surtout, de son ministre-président Otto von Bismarck pour voir apparaître le premier État-nation allemand lors de la proclamation de l'Empire allemand le 18 janvier 1871.

## Citations
1. ↑  « Imaginärer Reif aus Dreck und Letten. »
2. ↑  « Jeder deutsche Edelmann, der ein Kreuz oder einen Strich im Wappen führt, ist hundertmal zu gut dazu, um solch ein Diadem aus Dreck und Letten der Revolution, des Treubruchs und des Hochverrats geschmiedet, anzunehmen. Die alte, legitime, seit 1806 ruhende Krone deutscher Nation, das Diadem von Gottes Gnaden, das den, der es trägt, zur höchsten Obrigkeit Deutschlands macht, der man Gehorsam schuldet um des Gewissens willen, das kann man annehmen, wenn man in sich die Kraft dazu fühlt und die angeborenen Pflichten es zulassen. Die Krone vergibt aber keiner als Kaiser Franz Joseph, ich und unseresgleichen und wehe dem! der es ohne uns versucht und wehe dem! Der sie annimmt [...] »
3. ↑  « Das freie Einverständnis der gekrönten Häupter, der Fürsten und der freien Städte Deutschlands. »
4. ↑  « Ich will weder der Fürsten Zustimmung zu der Wahl noch die Krone. Verstehen Sie die markierten Worte? Ich will Ihnen das Licht darüber so kurz und hell als möglich schaffen. Die Krone ist erstlich keine Krone. Die Krone, die ein Hohenzoller nehmen dürfte, wenn die Umstände es möglich machen könnten, ist keine, die eine, wenn auch mit fürstlicher Zustimmung eingesetzte, aber in die revolutionäre Saat geschossene Versammlung macht (dans le genre de la couronne des pavés de Louis-Philippe), sondern eine, die den Stempel Gottes trägt, die den, dem sie aufgesetzt wird nach der heiligen Ölung, »von Gottes Gnaden« macht,
 weil und wie sie mehr denn vierunddreißig Fürsten zu Königen der Deutschen von Gottes Gnaden gemacht und den letzten immer der alten Reihe gesellt.
 Die Krone, welche die Ottonen, die Hohenstaufen, die Habsburger getragen, kann natürlich ein Hohenzoller tragen; sie ehrt ihn überschwänglich mit tausendjährigem Glanze. Die aber, die Sie – leider meinen, verunehrt überschwänglich mit ihrem Ludergeruch der Revolution von 1848, der albernsten, dümmsten, schlechtesten –, wenn auch, gottlob, nicht bösesten dieses Jahrhunderts. Einen solchen imaginären Reif, aus Dreck und Letten gebacken, soll ein legitimer König von Gottes Gnaden und nun gar der König von Preußen sich geben lassen, der den Segen hat, wenn auch nicht die älteste, doch die edelste Krone, die Niemand gestohlen worden ist, zu tragen? »
5. ↑  « Das freie Einverständnis der gekrönten Häupter, der Fürsten und der freien Städte Deutschlands. »